# Proceedings of the Royal Horticultural Society of London
Proceedings of the Royal Horticultural Society of London (abreviado Proc. Roy. Hort. Soc. London) fue una revista con ilustraciones y descripciones botánicas que fue editada en Londres por la Real Sociedad de Horticultura. Se publicó en dos series: desde 1838 hasta 1843; y los vols. [1]-5, desde 1859 hasta 1865. En los años 1844 a 1855 fue incluida en J. Hort. Soc. London; suspendida de 1856 a 1858; y desde 1866 nuevamente incluida en J. Roy. Hort. Soc.